# Marko Bozic
Marko Bozic (* 14. Mai 1998) ist ein österreichischer Fußballspieler.

## Karriere
Bozic begann seine Karriere bei Admira Wacker Mödling. Im Februar 2009 wechselte er in die Jugend des SK Rapid Wien, bei dem er ab der Saison 2012/13 auch in der Akademie spielte.
Im Mai 2016 debütierte er gegen den First Vienna FC für die Amateure von Rapid in der Regionalliga. In den Saisonen 2016/17 und 2017/18 kam er zu keinen Einsätzen. Im Februar 2019 wurde er an den ebenfalls drittklassigen FC Stadlau verliehen, für den er zu zehn Regionalligaeinsätzen kam und ein Tor erzielte. Mit Stadlau stieg er am Saisonende aus der Regionalliga ab.
Zur Saison 2019/20 kehrte Bozic wieder zu Rapid zurück. Im Februar 2020 stand er gegen die WSG Tirol schließlich auch erstmals im Kader der Profis. Für Rapid II kam er bis zum Saisonabbruch zu 15 Einsätzen, in denen er zwei Tore erzielte. Am Saisonende stieg er mit der Mannschaft in die 2. Liga auf. Sein Debüt in der zweithöchsten Spielklasse gab er im November 2020, als er am elften Spieltag der Saison 2020/21 gegen den FC Wacker Innsbruck in der 82. Minute für Enes Tepecik eingewechselt wurde. Für Rapid II kam er bis Saisonende zu 19 Zweitligaeinsätzen. Nach der Saison 2020/21 verließ er den Verein nach zwölf Jahren.
Daraufhin wechselte er zur Saison 2021/22 nach Slowenien zum Erstligaaufsteiger NK Radomlje. Für Radomlje kam er insgesamt zu 19 Einsätzen in der 1. SNL, in denen er drei Tore erzielte. Im Jänner 2022 verließ der Stürmer die Slowenen wieder und wechselte nach Italien zum Zweitligisten Frosinone Calcio. Bei Frosinone konnte er sich jedoch nicht durchsetzen und kam bis Saisonende nur einmal in der Serie B zum Einsatz. Daher wechselte er zur Saison 2022/23 leihweise zurück nach Slowenien und schloss sich dem NK Maribor an. Für Maribor kam er zu 30 Einsätzen in der 1. SNL, in denen er fünfmal traf. Im Juni 2023 wurde er von den Slowenen fest verpflichtet.
Nach insgesamt 101 Pflichtspieleinsätzen für Maribor wechselte Bozic zur Saison 2025/26 in die Türkei zum Zweitligisten Erzurumspor FK.